# Liste der Straßennamen von Frankfurt am Main

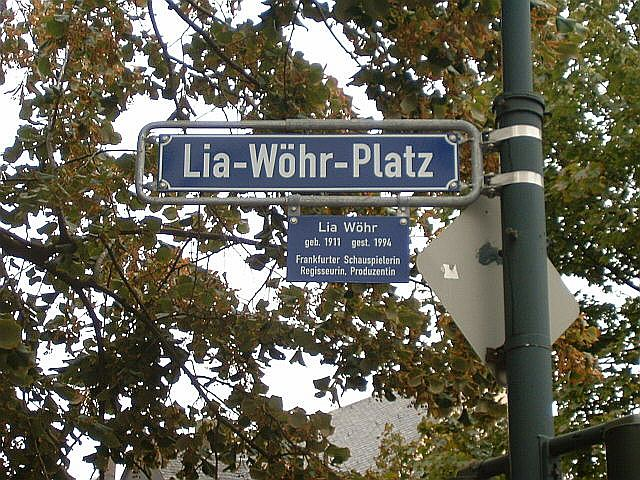
Straßenschild in Frankfurt am Main

Die Liste der Straßennamen von Frankfurt am Main führt Bedeutungen und Umstände der Namengebung auf.
Aktuell gültige Straßenbezeichnungen sind in Fettschrift angegeben, nach Umbenennung oder Überbauung nicht mehr gültige Bezeichnungen in Kursivschrift.
In dieser Liste befinden sich kurze Erklärungen der Straßennamen. Von den 3.589 Straßennamen enthält diese Liste nur jene, deren Bedeutung nicht banal ist. Sie erhebt keinen Anspruch auf Vollständigkeit.

## Namensherkünfte
Straßennamen in Frankfurt am Main sind, wie die anderer Städte, eine Mischung aus Benennungen
- nach Orten innerhalb und außerhalb der Stadt,
- nach ehemals deutschen Städten und Landschaften, meist im Osten,
- nach alten Flurnamen,
- nach Persönlichkeiten mit Bezug zur Stadt oder von nationaler oder internationaler Bedeutung,
- nach historisch verbürgten oder auch legendären Personen,
- nach Pflanzen und Tieren,
- nach Regionen, Bergen und Gewässern.

Während in der Vergangenheit fast nur männliche Persönlichkeiten gewürdigt wurden, ist seit einigen Jahren auch das weibliche Geschlecht stärker berücksichtigt. Was auch auffällt, ist das Bestreben, durch Zusetzung der Vornamen für mehr Klarheit zu sorgen. So muss meist nicht mehr gerätselt werden, ob es sich bei der Bachstraße um Johann Sebastian Bach handelt oder den Kalbach, auf die Verwendung von „Dr.“ und „von“ wird jedoch verzichtet.
Frankfurt am Main hatte seine nationale und internationale Bedeutung recht oft auch jüdischen Mitbürgern zu verdanken, was in der Zeit des Nationalsozialismus bewusst verdrängt wurde und zu Umbenennungen führte. Die Stadt hat mit gewissem Erfolg versucht, ihre jüdischen Bürger zu rehabilitieren, ins rechte Licht zu rücken und ins Gedächtnis zurückzurufen.
Erwähnenswert sind „Namensnester“ wie
- das Dichterviertel mit der Ausrichtung auf die Namen von Dichtern und Schriftstellern,
- das Malerviertel rund ums Städel (in dem aber auch Bildhauer als Namensgeber berücksichtigt sind),
- das Europaviertel auf dem Gelände des ehemaligen Güterbahnhofs
- die Ambition von Bockenheim, seines ehemaligen Flughafens am Rebstock durch Flugpionier-Straßen zu gedenken,
- ebenso die Würdigung von Flugpionieren am heutigen Flughafen,
- die Häufung ostdeutscher Städtenamen in Zeilsheim,
- die Nennung von germanischen Stämmen in Unterliederbach,
- die Intention, in Heddernheim der ehemaligen römischen Stadt Nida zu ehrendem Gedenken zu verhelfen,
- die Würdigung auch kleiner Ortschaften, z. B. im Gallus,
- die Erinnerung an ehemals deutsche Städte in der Fritz-Kissel-Siedlung (Bernau, Liegnitz, Karlsbad etc.),
- der Riederwald, wo Persönlichkeiten gedacht wird, die sich als Philosophen, Nationalökonomen, Gewerkschafter oder Unternehmer um einen Interessenausgleich zwischen Kapital und Arbeit verdient gemacht haben, nach dem 2. Weltkrieg ergänzt um NS-Widerstandskämpfer
- die Erinnerung an Demokraten und Revolutionäre von 1848 um den Parlamentsplatz (Ostend),
- das Neubaugebiet im Preungesheimer Bogen, auch „Apfelviertel“ genannt, da hier sämtliche Straßen nach Apfelsorten (Gravensteiner, Alkmene, Boskoop etc.) benannt wurden
- oder die Auflistung von Produzenten landwirtschaftlicher Geräte im Kalbacher „Gewerbegebiet Martinszehnten“.

## Namensgebung
Die Straßenbenennung ist in Frankfurt am Main seit der Gebietsreform 1972/1974 an die Ortsbeiräte delegiert. Diese haben generell ein Vorschlagsrecht, welche Personen etc. in eine Vorschlagsliste für künftige Benennungen aufzunehmen sind. Diese wird beim Vermessungsamt geführt. Ist dann eine Straße oder ein Platz neu zu benennen, wählt der zuständige Ortsbeirat aus den vom Vermessungsamt zur Verfügung gestellten Vorschlägen den ihm genehmen Namen aus. Durch die Zwischenschaltung soll u. a. vermieden werden, dass Verwechslungen mit bereits bestehenden Bezeichnungen entstehen können und eine gewisse Konsistenz  mit den dort bereits vorhandenen Bezeichnungen gewährleistet ist.

## Schilder

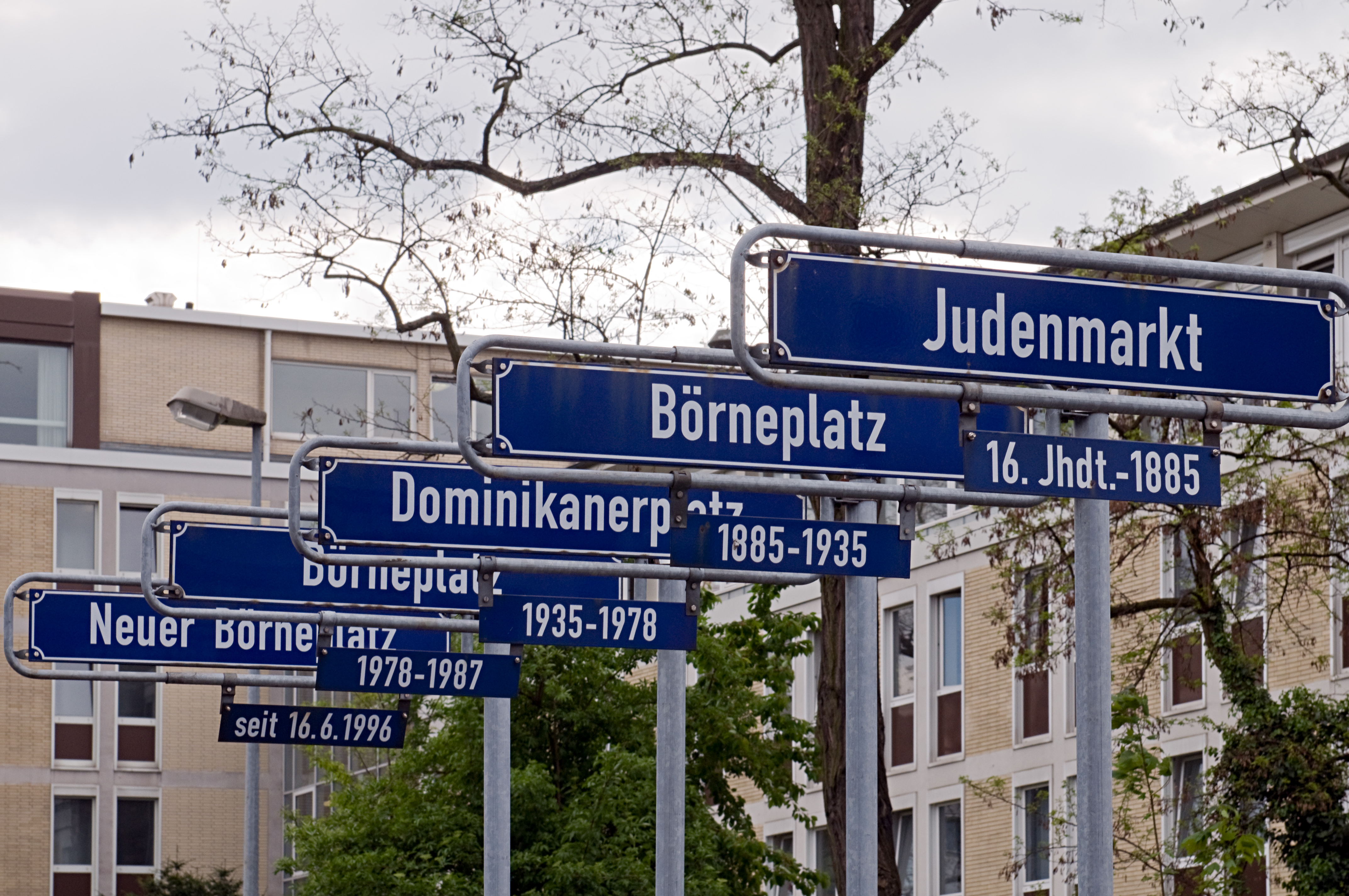
Straßenschilder mit historischen Namen am Neuen Börneplatz

Die ursprünglichen Straßenschilder der Stadt waren ähnlich wie in Mainz für die parallel zum Main verlaufenden Straßen in weißer Schrift auf rotem Grund, die orthogonal verlaufenden Straßen hingegen weiß auf blau ausgeführt.
Im Gegensatz zum hessischen Standard (schwarz auf weiß) sind heute fast alle Straßenschilder einheitlich weiß auf blau, ältere Schilder sind gewölbt. Die Schriftart ist eine serifenlose Antiqua und ein Derivat der DIN-Schrift, vereinzelt wird statt einem „I“ ein „J“ verwendet.
Die Nachbarstadt Offenbach verwendete bis vor wenigen Jahren die gleichen Straßenschilder, jetzt wird das weit verbreitete System der Aluminium-Schilder mit Folienbeklebung verwendet, allerdings weiterhin in der Farbgebung weiß auf blau.

## Schreibweise von Straßennamen
Frankfurt am Main hält sich in aller Regel an die vom Duden-Verlag herausgegebenen Richtlinien zur Schreibweise von Straßennamen. Die wichtigsten Regeln lauten:
- Der Anfangsbuchstabe einer Straße wird groß geschrieben, z. B. An den Drei Brunnen, In der Au.
- Zusammen schreibt man Straßennamen, die aus einem Substantiv (beziehungsweise einem Namen) und einem für Straßennamen typischen Grundwort wie z. B. Straße, Gasse, Weg, Platz bestehen: Hirschgasse, Philosophenweg, Bismarckstraße, Toulonplatz
- Ist der erste Bestandteil ein Adjektiv, so wird nur zusammengeschrieben, wenn das Adjektiv ungebeugt ist, wie z. B. in Altmarkt, Hochstraße. Ist es gebeugt, wird getrennt geschrieben: Große Bleiche, Langer Graben.
- Die Getrenntschreibung gilt auch für adjektivische Ableitungen von Orts- und Ländernamen: Saarbrücker Straße, Schlesischer Ring, Käfertaler Straße. Jedoch ist die Endung -er nicht immer eine Ableitung, sondern gehört manchmal fest zum Bestimmungswort, so etwa beim Herderplatz (zu Herder), bei der Habsburgerallee (zu den Habsburgern) oder bei der Marienwerderstraße (zu Marienwerder). Da es sich hier um normale Zusammensetzungen aus Name und Grundwort handelt, werden sie zusammengeschrieben.
- Den Bindestrich setzt man, wenn die Bestimmung zum Grundwort aus mehreren Wörtern besteht. Also Albrecht-Dürer-Straße, Paul-von-Hindenburg-Platz, Kaiser-Friedrich-Ring, Am St.-Georgs-Kirchhof.